# متحف الدولة التاريخي
متحف الدولة التاريخي هو متحف للتاريخ الروسي يقع في موسكو، روسيا. أفتتح المتحف في 1872.